# Верховный суд Бутана
Верховный суд Бутана (англ. The Supreme Court of Bhutan) — высшая судебная инстанция Королевства Бутан в сфере толкования Конституции страны. Верховный суд состоит из одного главного судьи и пяти Дрангпонов (юридических советников). Юрисдикция Верховного суда как апелляционной инстанции ограничена вопросами такого характера и общественной значимости, по которым «целесообразно получить заключение Верховного суда»; король может передать тот или иной вопрос на рассмотрение Верховного суда, после чего Верховный суд должен представить своё заключение королю. Главный судья Верховного суда (также называемый «Главным судьей Бутана»), а также дрангпоны назначаются королём из числа наиболее авторитетных юристов. Главный судья пребывает в должности 5 лет или до достижения им 65-летнего возраста; дрангпоны пребывают в должности 10 лет или до достижения ими 65-летнего возраста. Во время пребывания в должности, члены Верховного суда могут быть сняты с должности указом короля по рекомендации Национальной судебной Комиссии в случае выявления их недостойного поведения или иных значительных нарушений.
Национальная судебная Комиссия состоит из 4 человек, возглавляет её Главный судья Бутана, в её состав также входит старший дрангпон Верховного суда.